# Iranska luftsegrar under Iran–Irak-kriget
Listan visar iranska luftsegrar under Iran–Irak-kriget. Bekräftade segrar är fet och sannolika segrar är kursiv i kolumnen "Nedskjutna flygplan".
| Stridspilot                          | Antal segrar | Nedskjutna flygplan                     | Vapen                                             | ----Datum----                                                     | Flygmaskintyp | Förklaring |
| ------------------------------------ | ------------ | --------------------------------------- | ------------------------------------------------- | ----------------------------------------------------------------- | ------------- | --- |
| Jalil Zandi                          | 11           | MiG-21 MiG-23 Su-22 MiG-23 Mirage F1    | AIM-9P AAM AIM-54A AIM-54A AAM AIM-54A AAM AIM-9P | 15 maj 81 ? Jan 82 10 Okt 82 ? Sep 83 ? Apr 86 29 Aug 87 ? Feb 88 | Grumman F-14  | Jalil Zandi anses som den mest framgångsrika piloten i Iran-Irak-kriget. Han är den mest framgångsrika F-14 Tomcat-pilot någonsin.               |
| Shahram Rostami                      | 6            | Mirage F1 MiG 21 MiG-25                 | AIM-54A AIM-7E AIM-54A                            | 22 Okt 81 16 Sep 82 1 Dec 82                                      | Grumman F-14  | |
| A. Afshar                            | 6            | MiG 23 MiG-21 Mirage F1 Su-22 Mirage F1 | AAM AIM-7E AIM-54A AAM AIM-54 AIM-9P              | 13 Okt 80 21 Nov 80 27 Nov 80 7 Okt 86 ? Feb 87 15 maj 88         | Grumman F-14  | |
| Yadollah Sharifirad                  | 5            | Su-22 MiG-21                            | Se förklaring Manöver 20 mm 20 mm Manöver         | 21 Okt 80 21 Nov 80 24 Nov 80 16 Dec 80                           | Northrop F-5  | Den 21 oktober irakiska jaktflygplan slog i marken under jakten. Sharifirad är den mest framgångsrika F-5-pilot i Iran-Irak-kriget.              |
| ّFarahavar                            | 4            | MiG-23                                  | AIM-54A                                           | 7 Jan 81                                                          | Grumman F-14  | |
| Shafi / Alaei                        | 4            | SA.342M SA.316B Mil Mi-24               | 20 mm 20 mm 20 mm 20 mm                           | 2 Nov 82 3 Nov 82 21 Nov 82                                       | AH-1J         | |
| Assadollah Adeli / Mohammad Masbough | 3            | MiG-23                                  | AIM-54                                            | 7 Jan 81                                                          | Grumman F-14  | Adeli, med hans RIO Mohammad Masbough, sköt ner tre MiG-23, som var i en tät formation, med endast ett AIM-54.                                   |
| Abbas Doran                          | 3            | MiG-23 MiG-21                           | AIM-7E                                            | 29 Sep 80 2 Nov 80                                                | McDonnell F-4 | |
| Ghiassi                              | 3            | Mirage F1                               | AIM-7E AIM-9P                                     | 9 Feb 88                                                          | Grumman F-14  | |
| Rahnavard                            | 3            | Su-22 Mirage F-1                        | AIM-7E AIM-9P                                     | ? Maj 87 16 Feb 88                                                | Grumman F-14  | |
| Zoghi                                | 3            | MiG-23 Mirage F1                        | AIM-9P AIM-7E AIM-9P                              | 23 Jan 87 9 Jul 88                                                | Grumman F-14  | |
| Khosrodad                            | 3            | MiG-21 MiG-23                           | AIM-7E AIM-54A                                    | 21 Nov 82                                                         | Grumman F-14  | |
| Mohammad Hashem Aleagha              | 3            | MiG-21 Mirage F1                        | AIM-7E AIM-54A                                    | 20 Okt 80 11 Dec 81                                               | Grumman F-14  | |
| Yadollah Javadpour                   | 2            | Su-20 MiG-25                            | 20 mm AIM-9J                                      | 17 Okt 80 6 Aug 83                                                | Northrop F-5  | |
| Hassan Afghantoloee                  | 2            | Mirage F1                               | AIM-7E AIM-9P                                     | 18 Feb 87                                                         | Grumman F-14  | |
| G. Malej                             | 2            | MiG-23                                  | AIM-9P                                            | 18 Okt 80                                                         | Grumman F-14  | |
| Ali Azimi                            | 2            | MiG-21 MiG-23                           | AIM-54A                                           | 23 Sep 80                                                         | Grumman F-14  | |
| R. Azad                              | 2            | MiG-21                                  | AIM-54A                                           | 11 Dec 81                                                         | Grumman F-14  | |
| Joshan / Hashemzade                  | 2            | Su-22                                   | AIM-7E AIM-9P                                     | 11 maj 85 15 maj 85                                               | McDonnell F-4 | |
| G. Esmaeli                           | 2            | Silkworm-Robot Xian H-6                 | AIM-54A                                           | 25 Feb 88                                                         | Grumman F-14  | |
| Rassi                                | 1            | MiG-23                                  | 20mm                                              | 25 Sep. 80                                                        | McDonnell F-4 | |
| Adibi                                | 1            | Super Etendard                          | AIM-7E                                            | 2 Apr 84                                                          | McDonnell F-4 | |
| Esmail Sehati / Mohammad Sahrai      | 1            | MiG-21                                  | 20 mm                                             | 14 Feb 86                                                         | AH-1J         | |
| Hasibi                               | 1            | MiG-23                                  | AIM-9P                                            | 13 Okt 80                                                         | McDonnell F-4 | |
| Amir                                 | 1            | MiG-23                                  | AIM-9P                                            | 21 Apr 81                                                         | Grumman F-14  | |
| Abbassi / Kuchmezgi                  | 1            | MiG-23                                  | AIM-9P                                            | 26 Apr 81                                                         | McDonnell F-4 | |
| Salari                               | 1            | MiG-23                                  | AIM-9P                                            | 14 Jun 88                                                         | McDonnell F-4 | |
| Moslemi                              | 1            | MiG-23                                  | AIM-7E                                            | 23 Jan 87                                                         | Grumman F-14  | |
| Reza ?                               | 1            | MiG-23                                  | AIM-7E                                            | 12 Jul 86                                                         | Grumman F-14  | |
| Sarlak                               | 1            | MiG-21                                  | 20mm                                              | 25 Apr 81                                                         | McDonnell F-4 | |
| Hadavand                             | 1            | Mirage F1                               | AIM-54A                                           | 22 Okt 81                                                         | Grumman F-14  | |
| Amiraslani                           | 1            | Mirage F1                               | AIM-54A                                           | 20 Feb 87                                                         | Grumman F-14  | |
| Mohammad Reza Ataei                  | 1            | MiG-23                                  | AIM-54A                                           | 13 Sep 80                                                         | Grumman F-14  | Han sköt ner den första irakiska flygplan under gränskonflikter mellan Iran och Irak, nio dagar innan den officiella början av Iran-Irak-kriget. |
| Hashemi                              | 1            | Mirage F1                               | Aim-54                                            | 26 Mar 85                                                         | Grumman F-14  | |
| S. Naghdi                            | 1            | MiG-23                                  | AIM-54A                                           | 25 Sep 80                                                         | Grumman F-14  | |
| Afkhami                              | 1            | MiG-21                                  | ?                                                 | ? Dec 80                                                          | McDonnell F-4 | |
| Mahlouji / Goudarz                   | 1            | MiG-21                                  | AIM-9P                                            | 26 Apr 81                                                         | McDonnell F-4 | |
| Mofidi                               | 1            | MiG-21                                  | AIM-9P                                            | 22 Sep 81                                                         | McDonnell F-4 | |
| Abbas Hazin                          | 1            | MiG-21                                  | AIM-9P                                            | 26 Okt 80                                                         | Grumman F-14  | |
| K. Akhbari                           | 1            | MiG-21                                  | AIM-9P                                            | 26 Okt 80                                                         | Grumman F-14  | |
| Farhad Dehghan                       | 1            | MiG-21                                  | AIM-54A                                           | 2 Dec 80                                                          | Grumman F-14  | |
| Ebrahimi                             | 1            | Su-20                                   | 20mm                                              | 17 okt 80                                                         | Northrop F-5  | |
| Moussavi                             | 1            | Su-22                                   | AIM-54A                                           | 21 Jul 82                                                         | Grumman F-14  | |
| Bozorgi                              | 1            | Mil Mi-8                                | 20 mm                                             | 3 Dec 80                                                          | Northrop F-5  | |
| Alireza Yassini                      | 1            | SA.321GV                                | AGM-65A                                           | 12 Jul 86                                                         | McDonnell F-4 | |